# Дом на улице Пилсудского, 7
Дом на улице Пилсудского, 7 — жилой дом немецкой постройки, расположенный на улице Пилсудского, в округу Щецина Центрум, в районе Средместье. Объект культурного наследия Щецина.
Это единственное сохранившееся здание с восточного фасада улицы Пилсудского между Грюнвальдской площадью и площадью Родла, разрушенного во время Второй мировой войны. Это также одно из двух сохранившихся зданий в квартале, ограниченном Грюнвальдской площадью, улицами Мазурской и Райского (второе — дом на улице Мазурской, 42).

## История

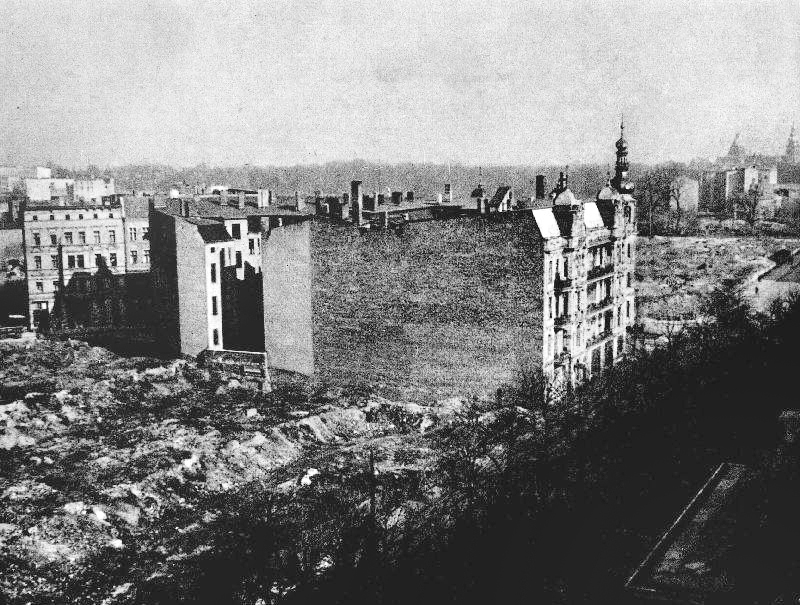
Дом после Второй мировой войны

Дом на улице Пилсудского, 7 (бывшая Фридрих-Карл-Штрассе, 7) был построен по проекту щецинского архитектора Георга Зонненштуля. Строительные работы были завершены в 1894 году. В начале 20 века в этом дому жил Георг Бушан, немецкий врач и этнограф.
Здание пережило Вторую мировую войну в целости и сохранности, несмотря на то, что большинство зданий в этом районе были стерты с лица земли. Некоторые из помещений занимало «Западное агентство прессы». В конце 1950-х годов одну из комнат на первом этаже занимал «Дом моды» — магазин, предлагающий сшитые на заказ платья и костюмы.
15 марта 1971 года в доме были проведены ремонтные работы. В тот день на чердаке вспыхнул пожар, который охватил крышу вместе с угловой башней. После тушения пожара на месте чердака был надстроен четвертый этаж, явно контрастирующий своей модернистской формой и простыми окнами с эклектичным орнаментом фасада нижних этажей. В 2006 году главные фасады здания были тщательно отремонтированы. 14 мая 2013 года дом и его пристройки были внесены в реестр памятников.

## Галерея

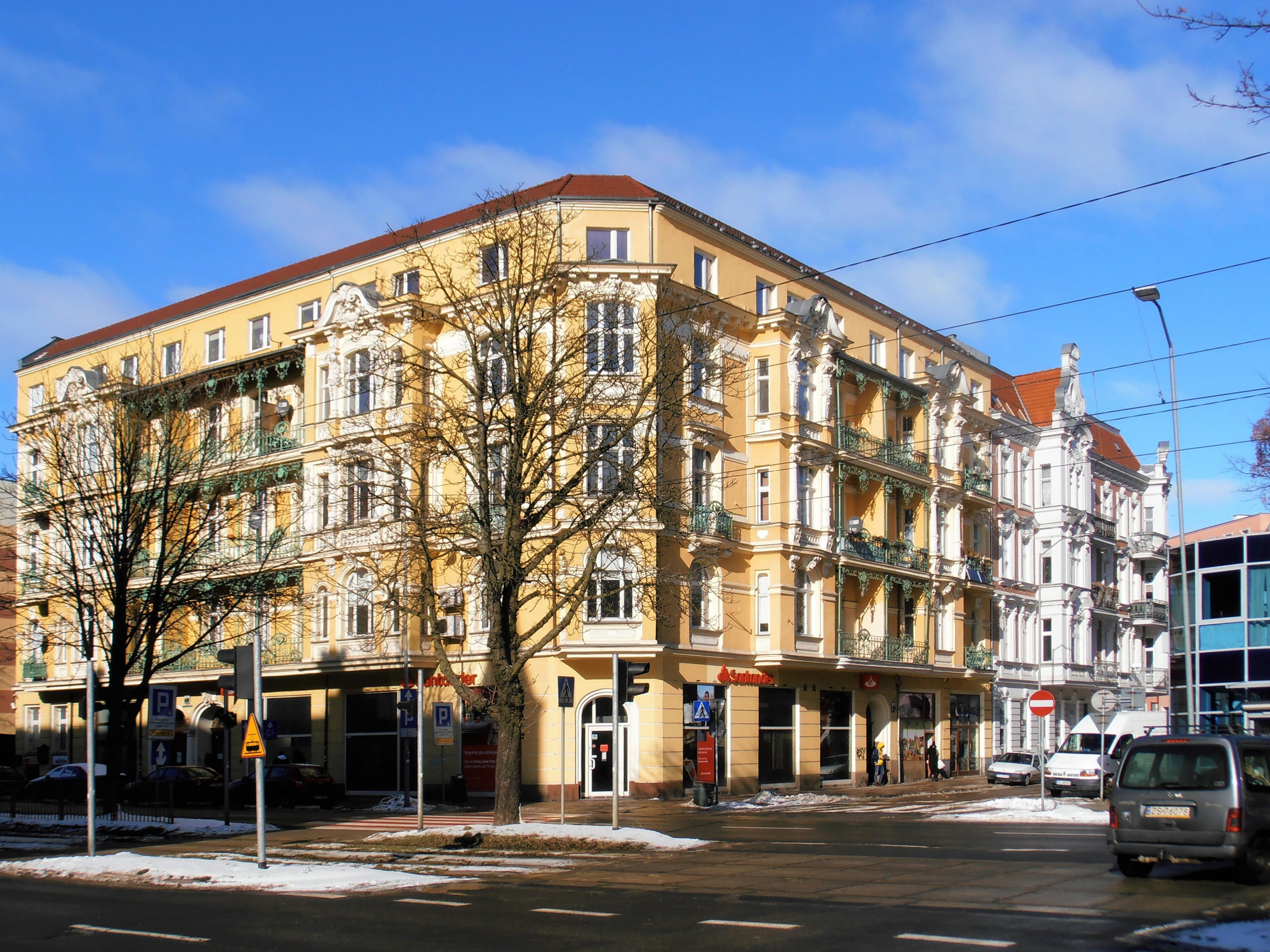
Вид с улицы Пилсудского
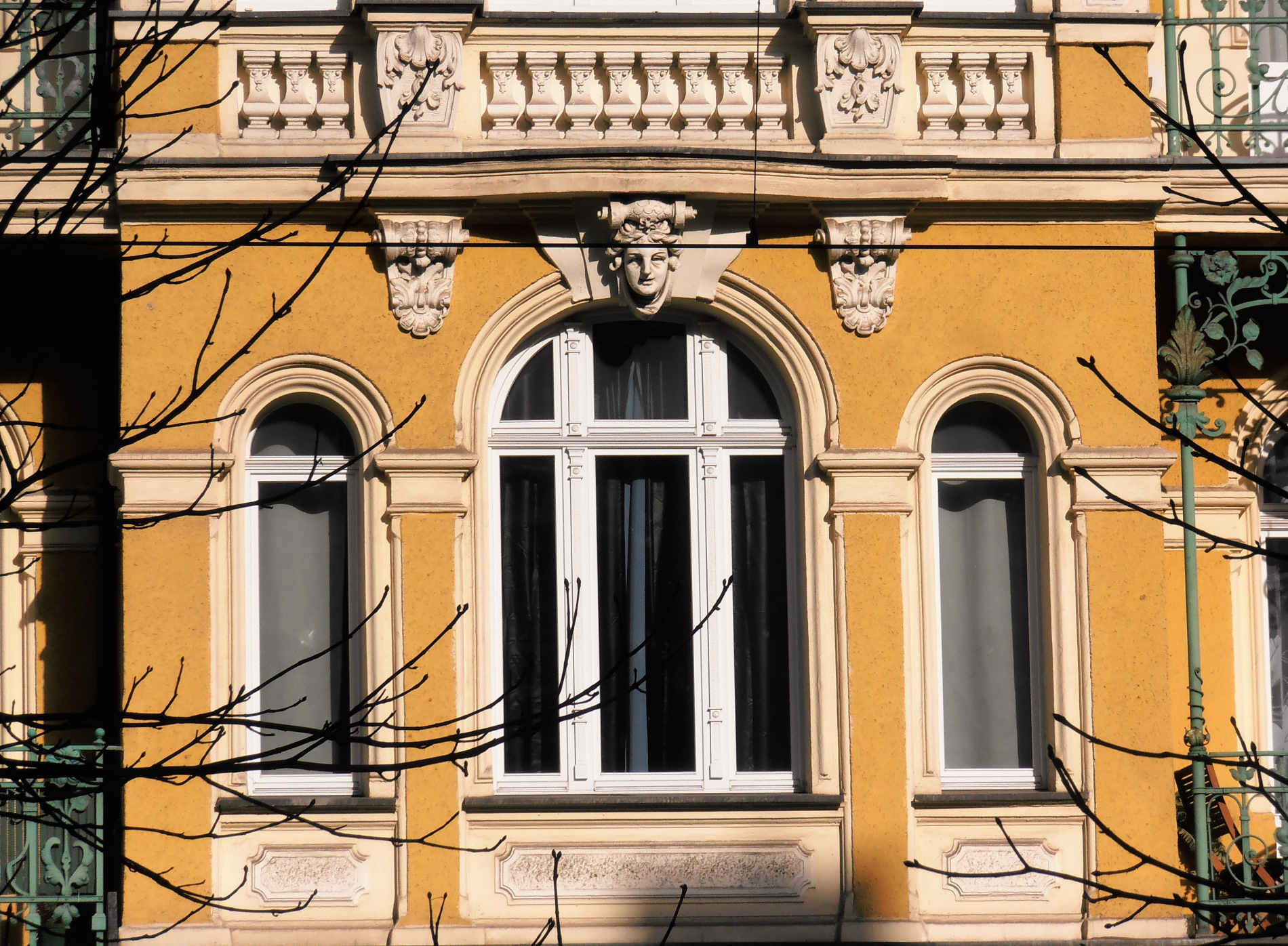
Молдинг 1-го этажа
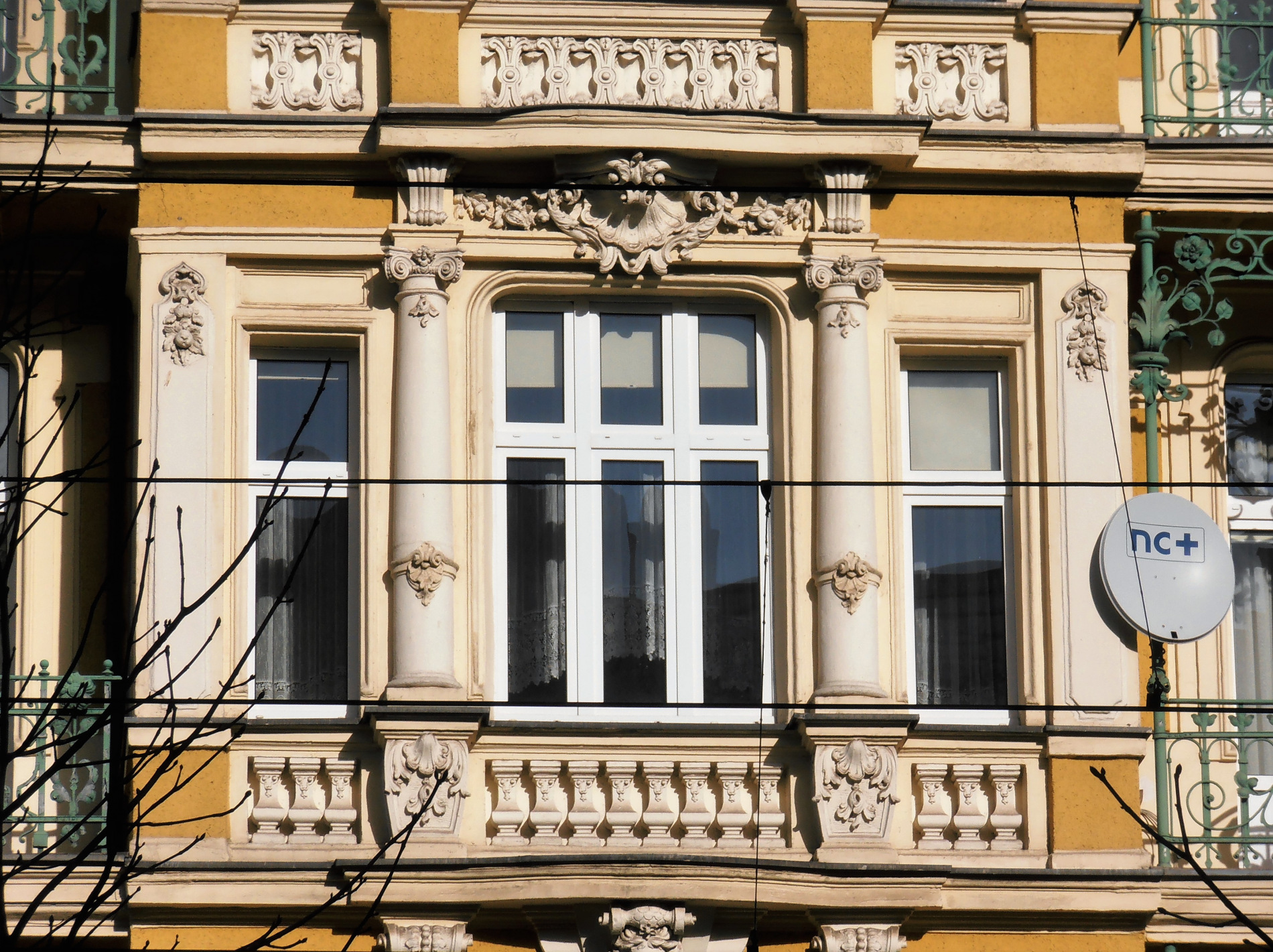
Молдинг 2-го этажа
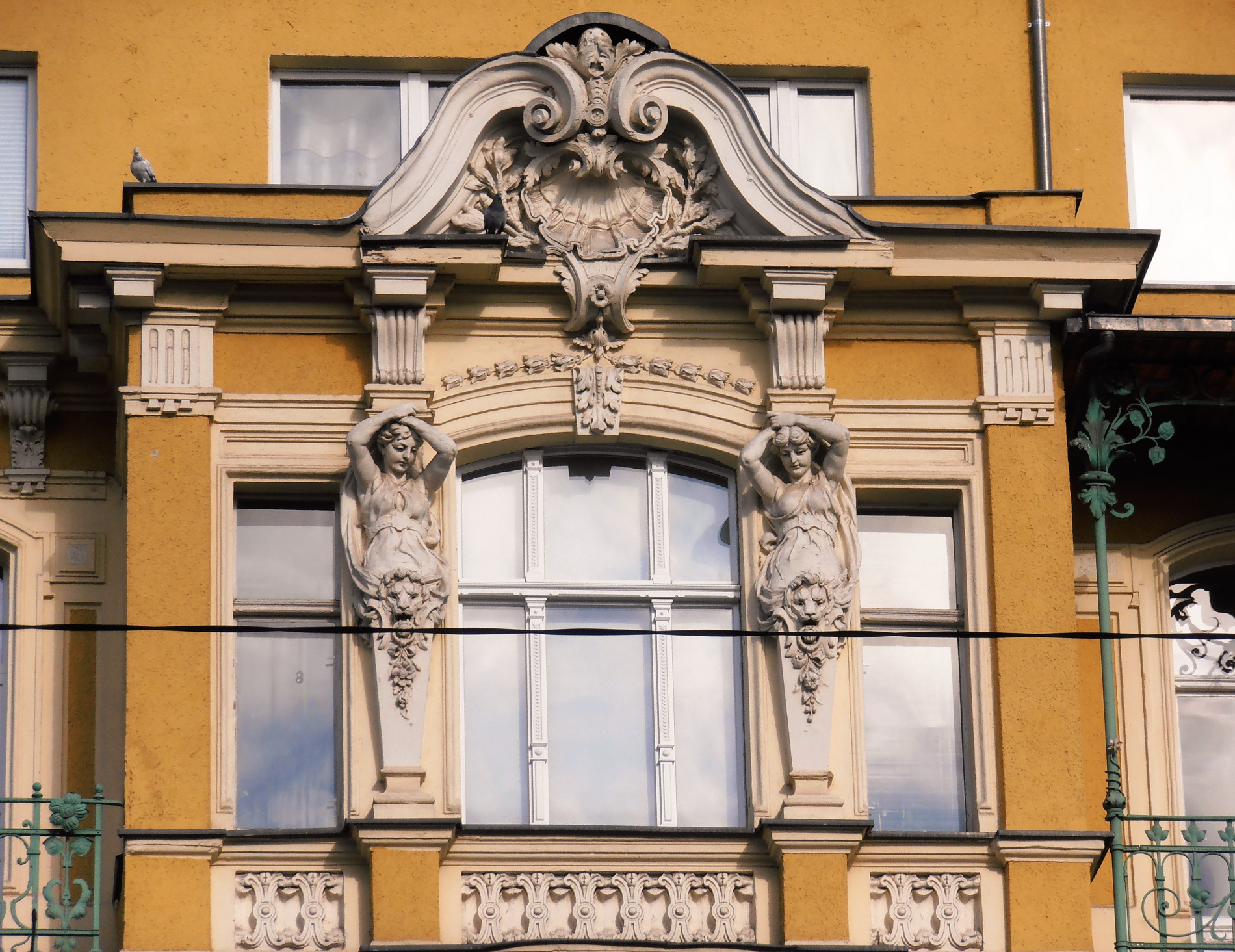
Молдинг 3-го этажа